# 2010 AL30
2010 AL30 ist ein etwa 10–15 Meter großer Asteroid, der die Erde am 13. Januar 2010 um etwa 13:46 MEZ in ca. 130.000 km Entfernung passierte. Der Asteroid bewegt sich mit ungefähr 36.000 km/h und gehört zur Klasse der Apollo-Asteroiden, welche die Erdbahn kreuzen.
Der Asteroid wurde vom LINEAR Survey des MIT am 10. Januar 2010 entdeckt und wird mit der Erde sicher nicht kollidieren. Für den Umlauf um die Sonne benötigt das Objekt fast genau ein Jahr, was Spekulationen auslöste, es könne sich dabei um eine abgestoßene Raketenstufe oder etwas Ähnliches handeln. Diese Darstellung wurde jedoch von der NASA zurückgewiesen.